# Begonia gehrtii
Espèce
Begonia gehrtii est une espèce de plantes de la famille des Begoniaceae. Ce bégonia est originaire du Brésil. L'espèce fait partie de la section Pritzelia. Elle a été décrite en 1959 par Edgar Irmscher (1887-1968). L'épithète spécifique est un hommage à Augusto Gehrt qui a récolté l'holotype au Brésil en 1944.

## Répartition géographique
Cette espèce est originaire du pays suivant : Brésil.